# Cristhian Cruz Sánchez
Cristhian Cruz Sánchez (ur. 7 lutego 1992) – peruwiański szachista, arcymistrz od 2012 roku.

## Kariera szachowa
Pochodzi z rodziny o szachowych tradycjach, jego ojciec Filemon (ur. 1964) oraz starszy brat Jonathan (ur. 1990) posiadają tytuły mistrzów międzynarodowych. Trzykrotnie zdobył medale mistrzostw państw panamerykańskich juniorów: złoty (Bogota 2004 – do 12 lat), srebrny (Balneário Camboriú 2005 – do 14 lat) oraz brązowy (Bogota 2003 – do 12 lat). W 2006 r. podzielił I m. (wspólnie z Alexisem Cabrerą i Davorem Komljenoviciem) w Mislacie, zajął II m. (za Miguelem Munozem Pantoją) w Barcelonie oraz zadebiutował w narodowej drużynie na szachowej olimpiadzie w Turynie, w 2007 r. w Barcelonie trzykrotnie samodzielnie zwyciężył oraz dwukrotnie podzielił II m. (za Wiktorem Moskalenko oraz za Miguelem Munozem Pantoją), natomiast w 2008 r. dwukrotnie w Barcelonie wypełnił normy arcymistrzowskie (w jednym z turniejów zajmując II m. za Omarem Almeidą Quintaną). W 2009 r. podzielił I m. (wspólnie z Kidambim Sundararajanem) w Badalonie oraz zwyciężył w Mollet del Vallès i Saragossie. W 2010 r. zajął VI m. w rozegranych w Porto Karas mistrzostwach świata juniorów do 18 lat, w 2011 r. zwyciężył w Palmie de Mallorce oraz w Mollet del Vallès, natomiast w Montcada i Reixac wypełnił trzecią normę na tytuł arcymistrza. W 2012 r. zwyciężył (wspólnie z Azerem Mirzojewem) w Elgoibarze. W 2014 r. podzielił I m. (wspólnie z m.in. Miguelem Illescasem Cordobą) w Benasque.
Najwyższy ranking w dotychczasowej karierze osiągnął 1 września 2020 r., z wynikiem 2581 punktów.